# مارك إيفانز
مارك إيفانز (بالإنجليزية: Mark Evans)‏ (10 أبريل 1962 - ) هو لاعب كرة قدم أمريكي في مركز الدفاع. لعب مع Los Angeles Heat ‏ وميلواكي وايف وAnaheim Splash ‏ وويتشاتا وينغز ‏ وDallas Sidekicks (1984–2004) ‏.